# Dyre Kearney
Dyre Kearney (* im Kent County, Delaware Colony; † 1791 in Dover, Delaware) war ein US-amerikanischer Jurist und Politiker, der als Delegierter aus Delaware am Kontinentalkongress teilnahm.
Über Dyre Kearneys Lebensweg ist nur wenig überliefert. So ist auch sein Geburtsdatum nicht bekannt. Er studierte die Rechtswissenschaften, wurde in die Anwaltskammer des New Castle County aufgenommen und begann dann als Jurist in Dover zu praktizieren. Zwischen 1787 und 1788 nahm er sein Mandat als Delegierter zum Kontinentalkongress wahr, dessen Sitzungen zu dieser Zeit ausschließlich in New York stattfanden. Im Anschluss kehrte er nach Delaware zurück und ging bis zu seinem Tod seiner Anwaltstätigkeit in Dover nach. Er starb um den 1. November 1791 herum; auch dies kann nicht mehr genau ermittelt werden.